# National Sports Club of India
 (juillet 2025).

Le National Sports Club of India (NSCI) est un club sportif ayant des antennes à Bombay et à Delhi, en Inde.
Le Sardar Vallabhbhai Patel Indoor Stadium est une arène sportive intérieure pouvant accueillir 5 000 personnes. Le stade a été construit en 1957 et la première pierre a été posée par l'ancien Ministre en chef du Maharashtra Yashwantrao Chavane et il est administrée par le National Sports Club of India. Il comprend des installations pour le tennis, le badminton, le billard, le tennis de table, le carrom et la lutte.
|                                             |
| The entrance to the NSCI premises in Mumbai |

|                                   |
| Sardar Patel Stadium, NSCI Mumbai |